# KBS N Sports
KBS N SPORTS（韓語：KBS N 스포츠，中文：KBS N 體育台）是韩国廣播公司的子公司KBS N旗下的一个有線体育频道，主要以直播韓國職棒等賽事為主。另外也播出综艺节目。

## 历史
- 2002年2月2日，改称KBS SKY SPORTS。
- 2006年11月1日，改称KBS N SPORTS。

## 主要節目
- 韓國職棒直播
- 西班牙足球甲級聯賽直播
- 我愛棒球(KBO委託製播)
- ATP職業網球賽
- MBL拳擊賽
- GLORY職業格鬥賽
- 韓國排球聯賽直播
- 韓國女子籃球聯賽直播
  - 經典K聯賽直播